# Edward Charles Malesic
Edward Charles Malesic (Harrisburg, 14 agosto 1960) è un vescovo cattolico statunitense, dal 16 luglio 2020 vescovo di Cleveland.

## Biografia
Edward Charles Malesic è nato a Harrisburg, in Pennsylvania, il 14 agosto 1960 da Joseph A. e dalla defunta Elizabeth Schatt. È cresciuto a Enhaut, un centro che confina con la città industriale di Steelton, vicino a Harrisburg. Ha tre fratelli. Due sono deceduti: Joseph, Jr. e Margaret R. Malesic. Il suo unico fratello sopravvissuto, Robert, vive a Hummelstown, Pennsylvania, con sua moglie Constance. Suo padre, nato nel 1918, è ancora abbastanza attivo e risiede vicino a Hershey, Pennsylvania.
Il vescovo Malesic ha ricevuto i sacramenti dell'iniziazione nell'ex parrocchia di San Giovanni a Enhaut, una chiesa nazionale tedesca. Sua madre infatti era di origine tedesca, mentre suo padre è di origine slovena.

### Formazione e ministero sacerdotale
Nel 1978 si è diplomato alla Central Dauphin East High School di Harrisburg e dal 1978 al 1981 ha studiato biologia al Lebanon Valley College ad Annville. Nel 1981 è entrato in seminario e ha svolto gli studi ecclesiastici presso il Pontificio collegio Josephinum a Columbus. Nel 1983 ha conseguito il Bachelor of Arts in filosofia e nel 1987 il Master of Divinity. Dal 1996 al 1998 ha studiato per la licenza in diritto canonico presso l'Università Cattolica d'America a Washington.
Il 24 maggio 1986 è stato ordinato diacono per la diocesi di Harrisburg da monsignor William Henry Keeler. Il 30 maggio 1987 è stato ordinato presbitero nella cattedrale diocesana dallo stesso presule. In seguito è stato vicario parrocchiale della parrocchia di Santa Teresa del Bambino Gesù a New Cumberland dal 1987 al 1989; vicario parrocchiale della parrocchia di Santa Rosa da Lima a York e cappellano presso lo York College of Pennsylvania a York dal 1989 al 1992; vicario giudiziale aggiunto dal 1991 al 2006; cappellano presso la Millersville University of Pennsylvania dal 1992 al 1996; cappellano presso il Franklin & Marshall College a Lancaster dal 1993 al 1996; auditore del tribunale ecclesiastico diocesano dal 1996 al 1998; difensore del vincolo e consultore canonico dal 1998 al 2000 e vicario giudiziale dal 2006 al 2015. Ha risieduto presso la parrocchia di Santa Maria Margherita a Harrisburg dal 1996 al 2000 e presso la parrocchia di Santa Elizabeth Ann Seton a Mechanicsburg dal 2000 al 2004. Mentre viveva a Mechanicsburg, padre Malesic si è occupato anche dei bisogni spirituali degli studenti del Messiah College di Dillsburg. Il 1º aprile 2004 è stato nominato amministratore parrocchiale della parrocchia del Bambino Gesù a York Haven. Il 22 dicembre dello stesso anno è stato nominato parroco della medesima. Ha guidato la parrocchia per undici anni e ha supervisionato il trasferimento e la costruzione di una nuova chiesa, che è stata completata nel 2016, e di un centro parrocchiale.
È stato anche membro del comitato per la formazione permanente del clero; del comitato di revisione del seminario; del consiglio presbiterale; del collegio dei consultori; del consiglio amministrativo del vescovo; del comitato per la protezione dei giovani della Conferenza cattolica della Pennsylvania e del consiglio dell'Hospice of Central Pennsylvania.

### Ministero episcopale

Stemma di monsignor Malesic come vescovo di Greensburg.

Il 24 aprile 2015 papa Francesco lo ha nominato vescovo di Greensburg. Ha ricevuto l'ordinazione episcopale il 13 luglio successivo nella cattedrale del Santissimo Sacramento a Greensburg dall'arcivescovo metropolita di Filadelfia Charles Joseph Chaput, co-consacranti il vescovo emerito di Greensburg Lawrence Eugene Brandt e il vescovo di Harrisburg Ronald William Gainer. Durante la stessa celebrazione ha preso possesso della diocesi.
Come vescovo di Greensburg, è stato membro del consiglio dei governatori della Conferenza cattolica della Pennsylvania e dei consigli di amministrazione del seminario "San Vincenzo", del Saint Vincent College a Latrobe e della Seton Hill University a Greensburg e membro della Christian Associates of Southwest Pennsylvania.
Il 29 giugno 2017, il vescovo Malesic ha pubblicato la sua prima lettera pastorale "Sulla crisi dell'abuso di droghe: dalla morte e dalla disperazione alla vita e alla speranza", in risposta alla diffusione del consumo di oppioidi nella regione. In essa, ha invitato le persone della diocesi ad agire contro il flagello degli oppioidi e ha delineato gli sforzi diocesani e parrocchiali incentrati sulla preghiera, l'educazione e le azioni di cooperazione con le agenzie di servizio sociale già impegnate nella lotta contro la dipendenza.
In risposta alla crisi degli abusi del clero e alla pubblicazione del rapporto del gran giurì della Pennsylvania e al fine di aumentare la trasparenza diocesana e la supervisione esterna, il vescovo Malesic ha istituito un consiglio consultivo per l'ambiente sicuro che possa assistere la diocesi. Il consiglio consultivo ha supervisionato una serie di sette sessioni di ascolto in giro per la diocesi. A ciascuna di esse ha partecipato il vescovo Malesic e i parrocchiani hanno avuto l'opportunità di esprimere i loro sentimenti sul rapporto del gran giurì, fare osservazioni e offrire suggerimenti. Nel febbraio del 2019, il vescovo Malesic ha annunciato i dettagli di un'iniziativa di riconciliazione completa, che include un programma di risarcimenti per sostenere i sopravvissuti agli abusi.
Il 22 giugno 2020 la diocesi di Greensburg, il vescovo Malesic e il cardinale Donald William Wuerl sono stati citati in giudizio da un uomo che afferma che il reverendo Joseph L. Sredzinski, che aveva prestato servizio nella contea di Fayette ed è morto nel 2015, aveva abusato sessualmente di lui a partire dal 1991, quando aveva 11 anni, fino ai 17 anni. I rapporti sulla causa non spiegavano il coinvolgimento di Malesic.
Il 1º luglio 2020, il vescovo Malesic ha annunciato la formazione del Saint Pope John Paul II Tuition Opportunity Partnership (TOP), che è stata resa possibile dalla più grande donazione che una famiglia abbia mai fatto alla diocesi di Greensburg in un anno. La donazione anonima di $ 2,4 milioni unita con $ 1,7 milioni di fondi esistenti donati da altre persone e imprese ha reso disponibili $ 4,1 milioni per borse di studio e di assistenza per le dodici scuole cattoliche nella diocesi di Greensburg. I fondi sono da utilizzare nell'anno accademico 2020-21. Gli annunci sono stati fatti in diversi eventi mediatici tenuti in cinque diverse scuole cattoliche quel giorno.
Nel novembre del 2019 ha compiuto la visita ad limina.
Il 16 luglio 2020 lo stesso papa Francesco lo ha nominato vescovo di Cleveland. Ha preso possesso della diocesi il 14 settembre successivo.
In seno alla Conferenza dei vescovi cattolici degli Stati Uniti è membro del comitato per gli affari canonici e il governo della Chiesa e del sottocomitato per la Chiesa in Europa centrale e orientale.
È membro della Canon Law Society of America.

## Genealogia episcopale e successione apostolica
La genealogia episcopale è:
- Cardinale Scipione Rebiba
- Cardinale Giulio Antonio Santori
- Cardinale Girolamo Bernerio, O.P.
- Arcivescovo Galeazzo Sanvitale
- Cardinale Ludovico Ludovisi
- Cardinale Luigi Caetani
- Cardinale Ulderico Carpegna
- Cardinale Paluzzo Paluzzi Altieri degli Albertoni
- Papa Benedetto XIII
- Papa Benedetto XIV
- Papa Clemente XIII
- Cardinale Marcantonio Colonna
- Cardinale Giacinto Sigismondo Gerdil, B.
- Cardinale Giulio Maria della Somaglia
- Cardinale Carlo Odescalchi, S.I.
- Cardinale Costantino Patrizi Naro
- Cardinale Lucido Maria Parocchi
- Papa Pio X
- Cardinale Gaetano De Lai
- Cardinale Raffaele Carlo Rossi, O.C.D.
- Cardinale Amleto Giovanni Cicognani
- Cardinale Pio Laghi
- Arcivescovo Charles Joseph Chaput, O.F.M.Cap.
- Vescovo Edward Charles Malesic

La successione apostolica è:
- Vescovo Michael Gerard Woost (2022)